# Двигатель Toyota P
Toyota P — серия рядных четырёхцилиндровых бензиновых двигателей внутреннего сгорания, выпускавшихся японской компанией Toyota с октября 1959 по 1994 год. Впервые был представлен на Toyota Corona, а далее стал устанавливаться на коммерческие автомобили и вилочные погрузчики.

## P
Двигатель P объёмом 1,0 л (997 см3) выпускался с 1959 по 1961 год. Диаметр цилиндра составляет 69,9 мм, а ход поршня — 65 мм.

### Устанавливался на
- 10.1959—09.1961 Toyota ToyoAce PK20, 33 кВт (44 л. с.)

## 2P
Двигатель 2P объёмом 2,0 л (1198 см3) выпускался с 1961 по 1972 год. Диаметр цилиндра составляет 76,6 мм, а ход поршня — 65 мм. Мощность 40 кВт (54 л. с.) при 5000 об/мин, а крутящий момент 86 Н⋅м при 2800 об/мин.

### Устанавливался на
- 09.1961 Toyota ToyoAce PK30/31, 40 кВт (54 л. с.)
- 1962—08.1964 Toyota Coronaline Van/Pickup PT26
- 09.1964—05.1967 Toyota Corona PT40/PT46[2]

## 3P
Двигатель 3P объёмом 1,3 л (1345 см3) выпускался с 1967 по 1979 год. Диаметр цилиндра составляет 76,6 мм, а ход поршня — 73 мм. Мощность 48 кВт (64 л. с.) при 5000 об/мин, а крутящий момент 101 Н⋅м при 3000 об/мин.

### Устанавливался на
- 05.1967—01.1970 Toyota Corona PT41/PT47
- 02.1970—07.1973 Toyota Corona Van PT86V[3]
- 1967—1971 Toyota ToyoAce PK32[4]
- 1971 Toyota ToyoAce PY10
- Toyota Seven shovel SG7 (700 кг), 21 кВт (28 л. с.)

## 4P
Двигатель 4P объёмом 1,5 л (1493 см3) с диаметром цилиндра 76,6 мм и ходом поршня 81 мм в значительной степени устанавливался на внедорожные автомобили. До 1994 года двигатель устанавливался на вилочные погрузчики Toyota 5FGL. Он развивает мощность 22 кВт (30 л. с.) при 2400 об/мин на Toyota 2SGK6 (1993). На двухтонном вилочном погрузчике 2FG20 (1972) двигатель развивает мощность 26 кВт (35 л. с.) при 2400 об/мин.